# Austrosassia
Austrosassia is een geslacht van weekdieren uit de klasse van de Gastropoda (slakken).

## Soorten
- Austrosassia parkinsonia (Perry, 1811)
- Austrosassia ponderi (Beu, 1987)

### Synoniemen
- Austrosassia pahaoaensis Vella, 1954 † => Sassia pahaoaensis (Vella, 1954) †
- Austrosassia parkinsoniana => Austrosassia parkinsonia (Perry, 1811)
- Austrosassia procera Finlay, 1931 † => Sassia minima (Hutton, 1873) †
- Austrosassia pusulosa Marwick, 1965 † => Sassia pusulosa (Marwick, 1965) †
- Austrosassia zealta Laws, 1939 † => Sassia zealta (Laws, 1939) †